# رسته ملموس
در ریاضیات یک رسته ملموس، یک رسته است که مجهز به یک فانکتور وفادار به رسته مجموعه‌هاست. این فانکتور موجب می‌شود که به اشیاء یک رسته، به عنوان مجموعه‌هایی با ساختار اضافه، و به ریخت‌ها به عنوان توابع حافظ ساختار نگاه کنیم. بسیاری از رسته‌های مهم، تعابیر واضحی به عنوان رسته‌های ملموس دارند. برای مثال، رسته فضاهای توپولوژیک و رسته گروه‌ها، و بوضوح همینظور رسته مجموعه‌ها. از سوی دیگر، رسته هوموتوپی فضاهای توپولوژیک ملموس-پذیر نیست، یعنی فانکتور وفاداری از آن به رسته مجموعه‌ها موجود نیست.

## تعریف
یک رسته ملموس یک جفت (C,U) است بطوریکه
- C یک رسته است، و
- U: C → Set (رسته مجموعه‌ها و توابع) یک فانکتور وفادار است.

فانکتور U را می‌توان به عنوان یک فانکتور فراموشکار در نظر گرفت که به هر شی از C، «مجموعه زیربنایی» اش، و به هر ریخت، «تابع زیربنایی» اش را اختصاص می‌دهد.